# Ла-Рюш (резиденція)
48°49′57″ пн. ш. 2°17′49″ сх. д. / 48.8325° пн. ш. 2.2969444444444° сх. д.
Ла-Рюш (La Ruche, досл.: «Вулик») — резиденція художників у паризькому районі Монпарнас. Зараз тут працюють близько п'ятдесяти художників та проводять художні виставки, відкриті для публіки.

## Історія
Ла-Рюш розташований у пасажі Данціг, у XV окрузі Парижа. Це стара триповерхова кругла споруда, яка отримала свою назву тому, що більше нагадувала великий вулик, ніж житло для людей. Спочатку це була тимчасова будівля, яку спроєктував Гюстав Ейфель, щоб використати як винну ротонду на Великій виставці 1900 року. Згодом Альфред Буше (1850—1934) споруду розібрав та перебудував на недорогі студії для художників. Альфред Буше був скульптором, який хотів допомогти молодим художникам, надавши їм спільні моделі та виставковий простір, відкритий для всіх мешканців. Невдовзі Ла-Рюш став домом для безлічі п'яниць, невдах, волоцюг і людей, яким просто потрібно було місце, щоб зупинитися.

## Художники
Як і Монмартр, мало яке місце коли-небудь давало притулок стільком мистецьким талантам, як Ла-Рюш. У перші роки XX століття тут у різний час мешкали Гійом Аполлінер, Олександр Архипенко, Йозеф Чакі, Гюстав Міклош, Осип Цадкін, Мойз Кіслінг, Марк Шагал, Макс Пехштайн, Ніна Гамнетт, Ісаак Френкель Френель, Фернан Леже, Жак Ліпшиц, Пінхус Кремень, Макс Жакоб, Блез Сандрар, Хаїм Сутін, Робер Делоне, Амедео Модільяні, Костянтин Бранкузі, Майкл Фаррелл, Амші Нюренберг, Дієго Рівера, Маревна, Луїджі Ґвардільї, Міклош Бокор, Мішель Сіма, Марек Шварц, Хосе Бальмес, Ґрасія Барріос, Вацлав Завадовський, Казімеж Брандель, Всі вони називали це місце своїм домом або часто відвідували його. Сьогодні роботи деяких із цих тоді таких бідних мешканців та їхніх близьких друзів добре продаються, навіть за мільйони доларів.
La Ruche занепав під час Другої світової війни; під час буму нерухомості 1968 року будинок опинився під загрозою знесення забудовниками. Однак за підтримки таких відомих митців, як Жан-Поль Сартр, Александр Колдер, Жан Ренуар та Рене Шар нова адміністрація будинку перетворила його у 1971 році на комплекс діючих студій.
Його інтер'єр не відкритий для широкої публіки, хоча багато хто вважає, що один лише зовнішній вигляд Ла-Рюш вартий відвідування.